# 頼経明子
頼経 明子（よりつね あきこ、1978年6月27日 - ）は、日本の女優、声優。岡山県出身。文学座所属。

## 出演作品

### CM
- 大人のカロリミット「同窓会乙女太め篇」(ファンケル)

### 映画
- 思い出のマーニー
- なぜ生きる -蓮如上人と吉崎炎上-（ハナ）

### テレビ
- 女優魂
- 孤独のグルメ Season5 第1話 （2014年10月3日、テレビ東京） - 小波 役
- 諏訪のスゴ腕警察医2
- コード・ブルー-ドクターヘリ緊急救命
- あなたの番です - 畠山 役

### 吹き替え
- 女子高生サバイバル・ドライブ（キャロライン〈アンジェラ・ブルンダ〉）
- チャームド 〜魔女3姉妹〜
- ザ・ルーキー:FEDS FBI新米捜査官ファイル（シモーヌ・クラーク〈ニーシー・ナッシュ＝ベッツ〉[3]）
- ナイト・トレイン/破滅へのカウントダウン（ソフィ〈リア・マクレー〉[4]）

### 舞台
2004年
- 初舞台『名は五徳』：俳優座劇場

2005年
- 『風をつむぐ少年』(文学座本公演)：全労済ホールスペース・ゼロ

2006年
- 『エスペラント』(アトリエ)
- 『地下室』(文学座＋青年団)：アトリエ春風舎
- 『シラノ・ド・ベルジュラック』(本公演)：THEATRE1010

2007年
- 『若草物語』(本公演)：日生劇場
- 『海と日傘』：あうるすぽっと

2008年
- 『長崎ぶらぶら節』(本公演)：東京芸術劇場
- 『ナクソス島のアリアドネ』(東京二期会)：東京文化会館大ホール
- 『ロミオとジュリエットとジュリエット』：阿佐ヶ谷アルシェ
- 『口紅〜rouge〜』（本公演）：東京芸術劇場・小ホール

2009年
- 『犀』(アトリエ）
- 『Birthday』(Pal's sharer)：「劇」小劇場
- 『カラフルヒップ』(Pal's sharer)：アサヒ・アートスクエア

2010年
- 『ひみつのアッコちゃん』（タンバリン）：ザムザ阿佐ヶ谷
- 『わが町』（本公演）：全労済ホールスペース・ゼロ
- 『トロイアの女たち』(アトリエ）
- 『やけたトタン屋根の上の猫』：新国立劇場小劇場

2011年
- 『俳優のしあわせ』(経済とH）：中野ザ・ポケット
- 『岸田國士傑作短編集』(本公演)：紀伊國屋サザンシアター

2018年
- 『マニアック』 : OSAKA◇森ノ宮ピロティホール・新国立劇場中劇場

2019年
- 『囚われのパルマ -失われた記憶-』：サンケイホールブリーゼ・シアター1010